# Apatura praeclara
Apatura praeclara är en fjärilsart som beskrevs av Moltrecht 1927. Apatura praeclara ingår i släktet Apatura och familjen praktfjärilar. Inga underarter finns listade i Catalogue of Life.